# New Game!
New Game! (ニューゲーム！?, Nyū Gēmu!, lett. "Nuovo gioco!") è un manga yonkoma scritto e disegnato da Shōtarō Tokunō, serializzato sul Manga Time Kirara Carat di Hōbunsha dal 28 gennaio 2013. Un adattamento anime, prodotto da Doga Kobo, è stato trasmesso in due stagioni in Giappone tra il 4 luglio 2016 e il 26 settembre 2017, mentre un videogioco d'avventura basato sulla serie è stato pubblicato il 26 gennaio 2017.

## Trama
Appena diplomatasi al liceo, Aoba Suzukaze viene assunta dall'azienda sviluppatrice del suo videogioco preferito Fairies Story. Mentre lavora come character designer sui modelli e il design dei personaggi dei prossimi giochi in sviluppo, Aoba farà amicizia sia con le sue compagne di reparto, sia con altri impiegati dell'azienda.

## Personaggi

I personaggi principali (da sinistra verso destra): Hajime, Yun, Aoba e Hifumi

Aoba Suzukaze (涼風 青葉?, Suzukaze Aoba)
Doppiata da: Yūki Takada
Una ragazza appena diplomatasi al liceo, entrata come character designer nell'azienda Eagle Jump, la stessa che ha creato il suo videogioco preferito. Per via della sua piccola statura, viene spesso scambiata per una studentessa delle scuole medie.
Kō Yagami (八神 コウ?, Yagami Kō)
Doppiata da: Yōko Hikasa
Il capo del reparto assegnato al character design presso la Eagle Jump. Passa la maggior parte del tempo in ufficio, spesso dormendo di notte sul posto di lavoro in biancheria intima. Ha un carattere disinvolto e severo, ed è la character designer che si è occupata anche del videogioco che ha ispirato Aoba a diventare una sua collega.
Rin Tōyama (遠山 りん?, Tōyama Rin)
Doppiata da: Ai Kayano
Il direttore artistico e capo ufficio della Eagle Jump. È un'amica stretta di Kō.
Hifumi Takimoto (滝本 ひふみ?, Takimoto Hifumi)
Doppiata da: Megumi Yamaguchi
Una character designer timida che per parlare con gli altri preferisce scrivere loro tramite e-mail. Segretamente appassionata di cosplay, ha un porcospino di nome Sōjirō a cui è molto legata.
Yun Iijima (飯島 ゆん?, Iijima Yun)
Doppiata da: Ayumi Takeo
Una character designer che eccelle nella progettazione di mostri e veste spesso in stile gotico. Ha due fratelli di nome Miu e Ren, più piccoli di lei.
Hajime Shinoda (篠田 はじめ?, Shinoda Hajime)
Doppiata da: Megumi Toda
Una motion designer che lavora presso il reparto del character design a causa della mancanza di posti nel suo dipartimento. È una fan dello show Sentai, posseditrice di varie armi per uso scenico.
Umiko Ahagon (阿波根 うみこ?, Ahagon Umiko)
Doppiata da: Chitose Morinaga
Una programmatrice che si annoia a risolvere bug. Imbarazzata dal suo cognome e patita per tutto quello che riguarda il settore militare, possiede diverse armi da softair che tiene nel suo ufficio.
Nene Sakura (桜 ねね?, Sakura Nene)
Doppiata da: Madoka Asahina
Un'amica di Aoba sin dai tempi delle scuole superiori, ora studentessa universitaria. Entra temporaneamente nella Eagle Jump come debugger part-time durante l'estate, e grazie a Umiko sviluppa interesse nella programmazione.
Shizuku Hazuki (葉月 しずく?, Hazuki Shizuku)
Doppiata da: Eri Kitamura
Il caposviluppatore della Eagle Jump. Siccome ha un forte interesse nelle ragazze carine, assume solo personale femminile. Ha un gatto di nome Mozuku.
Wako Christina Yamato (大和・クリスティーナ・和子?, Yamato Kurisutīna Wako)
Il produttore della Eagle Jump.
Hotaru Hoshikawa (星川 ほたる?, Hoshikawa Hotaru)
Un'amica di Aoba e Nene delle scuole superiori che faceva parte del club d'arte. È un artista davvero brava, sebbene abbia un fisico debole. Attualmente sta studiando in una scuola di belle arti, con il fine di diventare illustratrice.
Chinatsu Hidaka (日高 ちなつ?, Hidaka Chinatsu)
L'insegnante di Aoba e Nene ai tempi del liceo. Gioca spesso a baseball e, pur essendo il supervisore del club d'arte, non ha competenze nel disegno.

## Media

### Manga
Il manga, scritto e disegnato da Shōtarō Tokunō, ha iniziato la serializzazione sulla rivista Manga Time Kirara Carat di Hōbunsha il 28 gennaio 2013. Il primo volume tankōbon è stato pubblicato il 27 febbraio 2014 e al 25 ottobre 2018 ne sono stati messi in vendita in tutto otto. In America del Nord i diritti sono stati acquistati da Seven Seas Entertainment.

#### Volumi
| Nº | Data di prima pubblicazione | Data di prima pubblicazione | Data di prima pubblicazione |
| Nº | Giapponese                  | Giapponese                  |                             |
| -- | --------------------------- | --------------------------- | --------------------------- |
| 1  | 27 febbraio 2014            | ISBN 978-4-8322-4414-6      |                             |
| 2  | 27 marzo 2015               | ISBN 978-4-8322-4546-4      |                             |
| 3  | 27 gennaio 2016             | ISBN 978-4-8322-4656-0      |                             |
| 4  | 27 luglio 2016              | ISBN 978-4-8322-4720-8      |                             |
| 5  | 27 luglio 2016              | ISBN 978-4-8322-4721-5      |                             |
| 6  | 27 giugno 2017              | ISBN 978-4-8322-4847-2      |                             |
| 7  | 27 marzo 2018               | ISBN 978-4-8322-4929-5      |                             |
| 8  | 25 ottobre 2018             | ISBN 978-4-8322-4986-8      |                             |
| 9  | 27 giugno 2019              | ISBN 978-4-8322-7101-2      |                             |

### Anime
Annunciato il 28 ottobre 2015 sul Manga Time Kirara Carat di Hōbunsha, un adattamento anime, prodotto da Doga Kobo e diretto da Yoshiyuki Fujiwara, è andato in onda dal 4 luglio al 19 settembre 2016. Le sigle di apertura e chiusura sono rispettivamente Sakura Skip (SAKURAスキップ?, Sakura Sukippu) e Now Loading!!!!, entrambe interpretate dalle Fourfolium (gruppo formato dalle doppiatrici Yūki Takada, Megumi Yamaguchi, Megumi Toda e Ayumi Takeo). Un episodio OAV è stato spedito a chi ha acquistato tutti i volumi BD/DVD della serie ad aprile 2017. Una seconda stagione anime, annunciata a un evento della serie tenutosi a Tokyo a febbraio 2017 e intitolata New Game!!, è stata trasmessa tra l'11 luglio e il 26 settembre 2017. Le sigle di apertura e chiusura sono rispettivamente Step by Step Up↑↑↑↑ e Jump In' Jump Up!!!! sempre delle Fourfolium. In tutto il mondo, ad eccezione dell'Asia, gli episodi di entrambe le stagioni sono stati trasmessi in streaming in simulcast, anche coi sottotitoli in lingua italiana, da Crunchyroll.

#### Episodi
| Nº  | Titolo italiano Giapponese 「Kanji」 - Rōmaji | In onda           | In onda |
| Nº  | Titolo italiano Giapponese 「Kanji」 - Rōmaji | Giapponese        |         |
| 1   | Sento davvero di aver iniziato a lavorare! 「なんだかホントに入社した気分です！」 - Nandaka honto ni nyūsha shita kibun desu!                                            | 4 luglio 2016     |         |
| 2   | Questa è una serata da adulti… 「これが大人の飲み会……」 - Kore ga otona no nomikai…                                                                                      | 11 luglio 2016    |         |
| 3   | E se arrivo tardi al lavoro? 「遅刻したらどうなるんだろう」 - Chikoku shitara dō narun darō                                                                              | 18 luglio 2016    |         |
| 4   | Il primo stipendio 「初めての…お給料…」 - Hajimete no… okyūryō… | 25 luglio 2016    |         |
| 5   | Dobbiamo fare tutte queste nottate? 「そんなに泊まり込むんですか？」 - Sonna ni tomarikomun desu ka?                                                                     | 1º agosto 2016    |         |
| 6   | Dobbiamo… annullare l'uscita? 「発売…中止とか？」 - Hatsubai… chūshi to ka?                                                                                              | 8 agosto 2016     |         |
| 7   | Formiamo bene le nuove assunte 「新人の教育はしっかりしてください」 - Shinjin no kyōiku wa shikkari shite kudasai                                                        | 15 agosto 2016    |         |
| 8   | Arrivano le vacanze estive!! 「夏休みだぁああ！！」 - Natsuyasumi daaa!!                                                                                                 | 22 agosto 2016    |         |
| 9   | Vietato andare al lavoro? 「出勤しちゃいけないんですか？」 - Shukkin shicha ikenain desu ka?                                                                             | 29 agosto 2016    |         |
| 10  | Il tempo pieno è un trucchetto per pagare meno gli impiegati 「正社員ってお給料を安くするための法の抜け穴…」 - Seishain tte okyūryō o yasuku suru tame no hō no nukeana… | 5 settembre 2016  |         |
| 11  | Le immagini che ci hanno rubato ieri sono su Internet! 「リーク画像が昨日、ネットに出てましたよ！」 - Rīku gazō ga kinō, netto ni detemashita yo!                        | 12 settembre 2016 |         |
| 12  | Un sogno si è avverato! 「ひとつ夢が叶いました！」 - Hitotsu yume ga kanaimashita!                                                                                       | 19 settembre 2016 |         |
| OAV | |                   |         |
| 13  | È la prima volta che faccio un viaggio aziendale… 「私、社員旅行って初めてなので…」 - Watashi, shain ryokō tte hajimete na no de…                                        | aprile 2017       |         |

Seconda stagione
| Nº | Titolo italiano Giapponese 「Kanji」 - Rōmaji                                                                                     | In onda           | In onda |
| Nº | Titolo italiano Giapponese 「Kanji」 - Rōmaji                                                                                     | Giapponese        |         |
| 1  | È imbarazzante che mi abbia vista così… 「恥ずかしいところを見られてしまいました……」 - Hazukashii tokoro o mirareteshimaimashita… | 11 luglio 2017    |         |
| 2  | Questi non sono altro che dei cosplay, miao! 「これじゃあただのコスプレだにゃー！」 - Kore jaa tada no kosupure da nyā!           | 18 luglio 2017    |         |
| 3  | Che imbarazzo! 「……うー、恥ずかしい！」 - Ū, hazukashii!                                                                          | 25 luglio 2017    |         |
| 4  | Niente… Non ci arriva! 「この…にぶちんめ！」 - Kono… nibuchinme!                                                                  | 1º agosto 2017    |         |
| 5  | Ehi! Non toccarmi in posti strani! 「や、変なとこ触らないでよ！」 - Ya, hen na toko sawaranaide yo!                               | 8 agosto 2017     |         |
| 6  | Ah… È davvero incredibile… 「あぁ……すごいなあ……」 - Aa… sugoi naa…                                                                | 15 agosto 2017    |         |
| 7  | Mi sento addosso uno sguardo carico di fiamme 「凄く熱い視線を感じる」 - Sugoku atsui shisen o kanjiru                            | 22 agosto 2017    |         |
| 8  | Un maid caffè sarebbe la scelta migliore 「メイド喫茶がいいと言ったんだよ」 - Meido kissa ga ii to ittanda yo                     | 29 agosto 2017    |         |
| 9  | Cavolo, almeno mettiti qualcosa addosso! 「シャツくらい着なよ！」 - Shatsu kurai ki na yo!                                        | 5 settembre 2017  |         |
| 10 | Il gioco diventa sempre meno realistico. 「どんどんリアリティが薄くなっていくんだよ」 - Dondon riariti ga usuku natteikun da yo   | 12 settembre 2017 |         |
| 11 | Non è che dentro di te hai un lato oscuro? 「心になにか抱えてるのか」 - Kokoro ni nanika kakaeteru no ka                          | 19 settembre 2017 |         |
| 12 | Mi raccomando, compratelo! 「ぜひ買ってくださいね！」 - Zehi katte kudasai ne!                                                    | 26 settembre 2017 |         |

### Videogioco
Un videogioco d'avventura per PlayStation Vita e PlayStation 4, intitolato New Game! -The Challenge Stage!-, è stato pubblicato da 5pb. il 26 gennaio 2017. La storia è incentrata sulla protagonista Aoba Suzukaze un mese dopo la sua assunzione alla Eagle Jump. Il suo compito è quello di lavorare come direttore artistico per un DLC del sequel del gioco Faries Story.